# Heliosia perichares
Heliosia perichares är en fjärilsart som beskrevs av Turner 1944. Heliosia perichares ingår i släktet Heliosia och familjen björnspinnare. Inga underarter finns listade i Catalogue of Life.